# 포어 세뇨리타
《포어 세뇨리타》(영어: Poor Señorita)는 2016년 방영된 필리핀의 드라마이다.